# Falscher Fuffziger

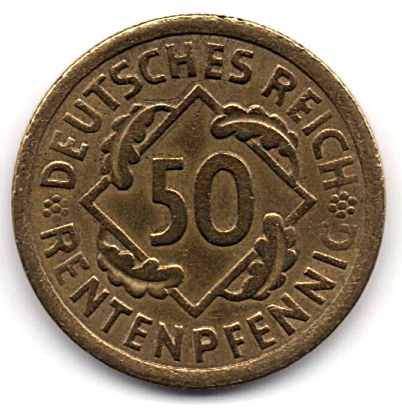
50 Rentenpfennige von 1924, Avers

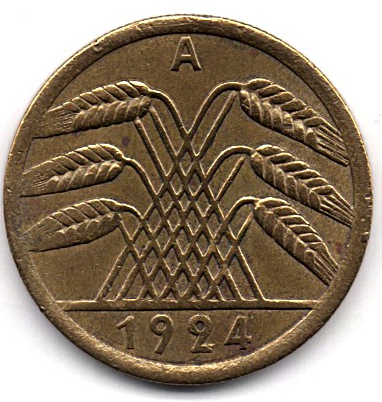
50 Rentenpfennige von 1924, Revers

Die Metapher falscher Fuffziger (auch „falscher Fünfziger“) bezieht sich auf den Archetyp eines Verräters oder eines Blenders, also eines unaufrichtigen Menschen, dem keineswegs vertraut werden sollte.
Diese Redewendung entstand im 20. Jahrhundert, als es ein Leichtes war, die damaligen Fünfzigpfennigstücke zu fälschen. Die „teigige Zeichnung und flaue Prägung“ der Rentenpfennige in den 1920er Jahren führte zu den zahlreichen Fälschungen des 50-Rentenpfennig- und des entsprechenden 50-Reichspfennigstücks.

## Geschichte
In den Jahren 1923 und 1924 gab die Weimarer Republik unter anderen Kleinmünzen auch das in großer Zahl geprägte Fünfzigpfennigstück heraus – den „Fuffziger“, wie die Berliner sagten. Geprägt nach einem Entwurf des Bildhauers Waldemar Raemisch, war die Münze ziemlich einfach gestaltet, sodass sie häufig gefälscht wurde, besaß sie doch eine vergleichsweise hohe Kaufkraft. Ein Teil der Fälschungen wurde plump in Messing ausgeführt, andere in einer Legierung, die von jener der Originale kaum noch oder überhaupt nicht mehr zu unterscheiden waren. Das mit der Wertzahl „50“ und Getreideähren geschmückte Pfennigstück wurde bereits 1928 eingezogen und am 1. Dezember 1929 außer Kurs gesetzt.